# Любомська Євгенія Михайлівна
Євге́нія Миха́йлівна Любо́мська (* 18 березня 1929, село Саморідня, нині Корсунь-Шевченківського району Черкаської області -  † 28 вересня 2013 року,  місто Жашків, Черкаської області ) — український педагог. Герой Соціалістичної Праці (1978).

## Біографічні відомості
Педагогічну діяльність розпочала 1950 року. 1960 року закінчила Кам'янець-Подільський педагогічний інститут (нині Кам'янець-Подільський національний університет імені Івана Огієнка).
Від 1962 року працювала вчителькою української мови та літератури у Жашківській середній школі № 2 Черкаської області.
27 червня 1978 року за високі показники в навчально-виховній роботі та плідну громадську роботу Любомська Є.М. була удостоєна звання Героя Соціалістичної Праці.

## Нагороди
- Герой Соціалістичної Праці (27.06.1978);
- Орден Леніна (27.06.1978);
- орден Трудового Червоного Прапора;
- Медаль "За доблесну працю. В ознаменування 100-річчя з дня народження В.І. Леніна";
- Відмінник народної освіти УРСР.